# Berijpte wilg
Berijpte wilg (Salix daphnoides) is een soort uit de wilgenfamilie (Salicaceae).

## Determinatie
Berijpte wilg groeit als struik of als kleine boom en bereikt een hoogte van 3–9 m. De plant bloeit van maart tot en met april. De twijgen zijn bruin van kleur en berijpt. De bladeren zijn lancetvormig en zijn tussen de 5 en de 10 cm lang. De bladeren hebben 8 tot 12 paar zijnerven. De bladsteel is 4–12 mm lang. De steunbladeren zijn half hartvormig. Berijpte wilg is tweehuizig. De katjes zijn tussen de 2–5 cm lang. De plant draagt vrucht van mei tot en met juli.

## Ecologie
Berijpte wilg houdt volgens de Ellenberg-indicatorwaarden eutrofe tot mesotrofe bodems en houdt van zwak zure tot zwak basische bodems. Berijpte wilg heeft half licht nodig maar verdraagt enkele schaduw. De plant groeit op vochtige tot natte bodems en verdraagt geen zout. De plant is maaigevoelig tot matig maaitolerant.

### Syntaxonomie
In de syntaxonomie staat berijpte wilg te boek als kensoort voor de klasse van wilgenvloedbossen en -struwelen.

## Verspreiding
Het natuurlijke verspreidingsgebied van berijpte wilg strekt zich uit over West-Azië en Centraal- en West-Europa.
In België en Nederland de plant is als uitheemse soort aangeplant en vervolgens verwilderd.

## Cultivar
De volgende cultivar is bekend:
- Salix daphnoides 'Latifolia' (deze cultivar groeit sneller en heeft grotere, behaardere bladeren)